# برهنه (فیلم)
برهنه (به انگلیسی: Naked) نام فیلمِ کمدی سیاه-درامِ بریتانیایی است که در سال ۱۹۹۳ به کارگردانی مایک لی ساخته شد. این فیلم موفق شد جایزهٔ بهترین بازیگر نقش اول مرد و بهترین کارگردانی را در جشنواره فیلم کن نصیب دیوید تیولیس و مایک لی کند و برای دریافتِ نخل طلایی ۱۹۹۳ نامزد شود.